# Mikhaïl Lachevitch

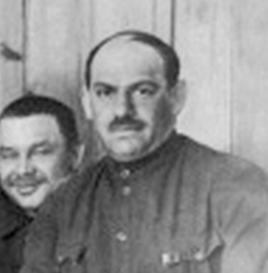
Mikhail Lashevich lors du 8e Congrès du Parti

Mikhaïl Mikhaïlovitch Lachevitch (en russe : Михаил Михайлович Лашевич ; né en 1884 à Odessa, Empire russe et mort le 30 août 1928 à Harbin, Chine), également connu sous le nom de Gaskovich, était un militaire soviétique, chef de parti et membre du Parti ouvrier social-démocrate de Russie bolchévique depuis 1901.
Après la révolution d'Octobre, il occupe plusieurs postes de haut niveau au gouvernement, dans l'armée et au sein du parti.
Au moment de l'ascension au pouvoir de Joseph Staline, Lachevitch se range du côté de Léon Trotski. Il est donc démis de ses fonctions centrales et envoyé à Harbin pour occuper le poste de vice-président du Chemin de fer de l'Est chinois (1926-1928). En 1927, au 15e Congrès du VKP (b), il est expulsé du Parti, avec d'autres trotskystes. En 1928, son appartenance au parti est rétablie après qu'il a abandonné sa position contestataire.[réf. nécessaire]
En août 1928, il aurait été arrêté par les autorités chinoises en relation avec l'insurrection Barga à Hulunbuir, qui était dirigée par Merse.
Certains prétendent qu'il se serait suicidé, d'autres affirment qu'il est mort dans un accident de voiture.[Qui ?]
Il fait l'objet d'une plaque commémorative sur le Champ-de-Mars à Saint-Pétersbourg.